# لامپ سلکترون
لامپ سلکترون یک حالت ابتدایی حافظه دیجیتالی رایانه بود که توسط جن ای. راخمن و گروهش در شرکت رادیوی آمریکا تحت نظر ولادیمیر زورکین ایجاد شد. تیم هرگز نتوانست لامیپ سلکترونی را به مرحلۀ فروش تجاری برساند چرا که قبل از آن حافظه با هسته مغناطیسی فراگیر شده بود.